# Centrothele coalston
Centrothele coalston is een spinnensoort uit de familie Lamponidae. De soort komt voor in de Australische staat Queensland.